# ヒトツボシ 〜ガリレオ Collection 2007-2022〜
『ヒトツボシ 〜ガリレオ Collection 2007-2022〜』（ヒトツボシ 〜ガリレオ・コレクション 2007-2022〜）は、KOH+のミニアルバム。2022年9月14日発売。制作はアミューズ。発売・販売元はユニバーサルミュージック。

## 概要
福山雅治と柴咲コウによるKOH+として制作してきた『ガリレオ』シリーズの主題歌を収録する。2022年9月16日公開の映画『沈黙のパレード』の主題歌である「ヒトツボシ」をリード曲として、最新のマスタリングで仕上げた「KISSして」（テレビドラマ 第1シリーズ）、「最愛」（映画『容疑者Xの献身』）、「恋の魔力」（テレビドラマ 第2シリーズ）（この3曲は「Galileo+」、「KO SHIBASAKI ALL TIME BEST 詩」にも収録されている）を収録している。
「通常盤」、「映像付き限定盤」、「フォトブック付き限定盤」の他、福山のオフィシャルファンクラブ会員限定の「BROS.盤」の4形態で販売した。
初週4.1万枚を売り上げ、9月20日発表の最新「オリコン週間アルバムランキング」で初登場1位を獲得した。KOH+として「オリコン週間音楽ランキング」での初の1位獲得となった。

## プロモーション
9月5日、TBS『CDTVライブ!ライブ』に出演し、「KISSして」、「最愛」、「ヒトツボシ」を披露した。「ヒトツボシ」はテレビ初披露となった他、「最愛」も柴咲と福山のデュエットバージョンはテレビ初披露となった。
8日にはフジテレビ『FNSラフ&ミュージック2022〜歌と笑いの祭典〜』 に出演し、「KISSして」、「ヒトツボシ」を披露した。また、15日放送のNHK『SONGS』では、司会の大泉洋とトークをした他、「KISSして」、「最愛」、「ヒトツボシ」を披露した。23日にはテレビ朝日『ミュージックステーション』に出演し、「KISSして」、「ヒトツボシ」を披露した。

## 収録曲
1. ヒトツボシ
映画『沈黙のパレード』主題歌
福山は『容疑者Xの献身』の主題歌「最愛」が石神哲哉の報われない魂を救済するレクイエムだったように、「ヒトツボシ」は『沈黙のパレード』で悲劇的に亡くなった並木佐織の魂の救済になればという思いで作った[7]。
同時に、魂を鎮めることで周りの残った人たちが人生に迷わないでほしいという思いを込められており、タイトルは昔は海を渡る時に星を見て地図代わりにしていた習慣にちなみ、北極星を意味する「ヒトツボシ」と付けられている[7][8]。
「一見すると矛盾ある感情を一つのサビのなかに共存させた」と福山が語るように、佐織の複雑だが真に迫る感情が詰め込まれている[8]。
2. KISSして
フジテレビ系連続ドラマ『ガリレオ』第1シーズン 主題歌
3. 最愛
映画『容疑者Xの献身』主題歌
表記はないが、シングルバージョンではなく柴咲のアルバム『Love&Ballad Selection』、『KO SHIBASAKI ALL TIME BEST 詩』収録のものと同じ「最愛 (Long Ver.)」であり、実際に映画で使用されたのもこちらのバージョンであった。
4. 恋の魔力
フジテレビ系連続ドラマ『ガリレオ』第2シーズン 主題歌
5. 99 -New Era Remix-
『ガリレオ』シリーズ劇中曲
柴咲のコーラスパートが追加され、福山の声も新たにレコーディングされた。
6. ヒトツボシ (Acoustic Arrange ver.)

## 収録内容
| 全作詞・作曲: 福山雅治（#5は作曲のみ）。 |                                        |                           |                           |                 |      |
| #                                        | タイトル                               | 作詞                      | 作曲・編曲                | 編曲            | 時間 |
| 1.                                       | 「ヒトツボシ」                         | 福山雅治 （#5は作曲のみ） | 福山雅治 （#5は作曲のみ） | 福山雅治 井上鑑 | 4:20 |
| 2.                                       | 「KISSして」                           | 福山雅治 （#5は作曲のみ） | 福山雅治 （#5は作曲のみ） | 福山雅治 井上鑑 | 4:11 |
| 3.                                       | 「最愛」                               | 福山雅治 （#5は作曲のみ） | 福山雅治 （#5は作曲のみ） | 福山雅治 井上鑑 | 5:46 |
| 4.                                       | 「恋の魔力」                           | 福山雅治 （#5は作曲のみ） | 福山雅治 （#5は作曲のみ） | 福山雅治 井上鑑 | 4:21 |
| 5.                                       | 「99 -New Era Remix-」                 | 福山雅治 （#5は作曲のみ） | 福山雅治 （#5は作曲のみ） | 福山雅治        | 5:15 |
| 6.                                       | 「ヒトツボシ (Acoustic Arrange ver.)」 | 福山雅治 （#5は作曲のみ） | 福山雅治 （#5は作曲のみ） | 福山雅治        | 4:20 |
| 合計時間:                                | 合計時間:                              | 合計時間:                 | 28:13                     |                 |      |

| #  | タイトル       | 作詞 | 作曲・編曲 |
| -- | -------------- | ---- | ---------- |
| 1. | 「ヒトツボシ」 |      |            |
| 2. | 「KISSして」   |      |            |
| 3. | 「最愛」       |      |            |
| 4. | 「恋の魔力」   |      |            |

| #  | タイトル                                       | 作詞 | 作曲・編曲 |
| -- | ---------------------------------------------- | ---- | ---------- |
| 1. | 「KISSして (「KANPAI JAPAN LIVE 2017」ver.）」 |      |            |
| 2. | 「最愛 (「KANPAI JAPAN LIVE 2017」ver.）」     |      |            |

| #  | タイトル                         | 作詞 | 作曲・編曲 |
| -- | -------------------------------- | ---- | ---------- |
| 1. | 「Recording Making & Interview」 |      |            |
| 2. | 「Art Work Making」              |      |            |
| 3. | 「Music Video Making」           |      |            |